# Bełcząc (województwo lubelskie)
Bełcząc – wieś w Polsce położona w województwie lubelskim, w powiecie radzyńskim, w gminie Czemierniki.
Wieś stanowi sołectwo gminy Czemierniki. Według Narodowego Spisu Powszechnego z roku 2011 wieś liczyła 759 mieszkańców.
| SIMC    | Nazwa      | Rodzaj    |
| ------- | ---------- | --------- |
| 0011156 | Awuls      | część wsi |
| 0011162 | Stara Wieś | część wsi |

Wierni Kościoła rzymskokatolickiego należą do parafii św. Stanisława w Czemiernikach.

## Etymologia
Według noty Kazimierza Rymuta dotyczącej wsi (zamieszczonej w Nazwach miejscowych [...]), nazwa ma związek z imiesłowem belczący, ten z kolei od belczeć, belk – określało ono zapewne pierwotnie mokradło, wir rzeczny.

## Historia

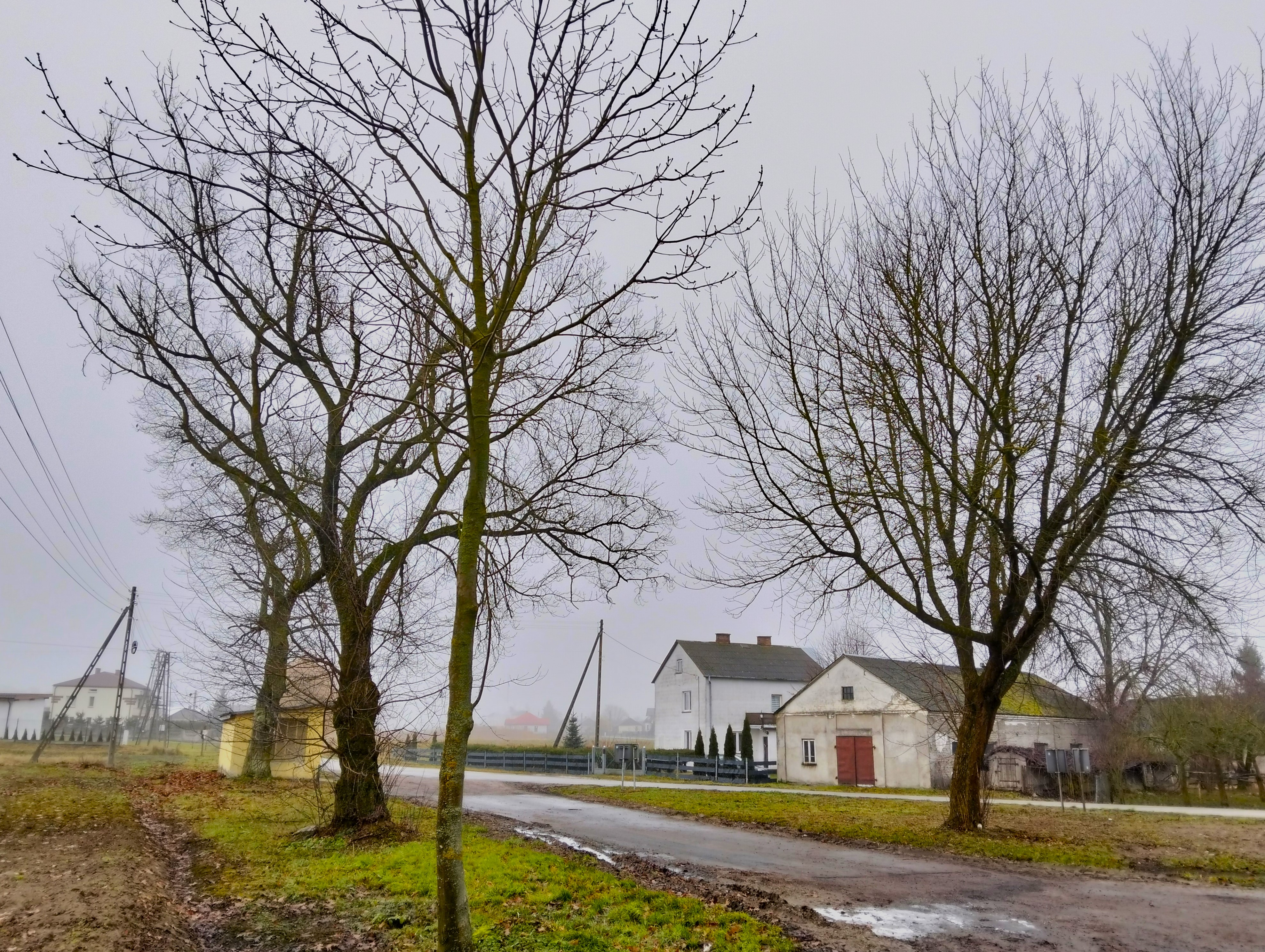
Centrum wsi

Wieś szlachecka z przełomu XIV i XV wieku, w roku 1417 w dziale między córkami śp. Adama z Charłęża, Bełcząc przypada Jachnie i Jadwidze. W roku 1425 w działach występuje Grot z Bełczyc alias z Drzewczy.
Bełcząc w XIX wieku wieś w gminie i parafii Czemierniki, oddalona o 3 wiorsty na zachód od Czemiernik. Według noty słownika „położona na wzgórzach, przy krawędzi lasów i mokradeł nad rzeką Tyśmienieą”. Wieś posiadała browar piwny. Długosz wspomina Bełcząc jako wieś graniczącą ze wsią Tarkawica (własność Firlejów) położonej na południowy zachód, w parafii Kocko (Długosz L.B. t.I, s.632). W spisie miejscowości Królestwa Polskiego z 1827 roku występuje jako wieś prywatna, zliczono tu wówczas 60 domów i 367 mieszkańców. (Według noty słownika opuścił ją Zinberg w swoim spisie z 1872 roku).
Wieś szlachecka położona była w drugiej połowie XVI wieku w powiecie lubelskim województwa lubelskiego.
W latach 1954–1959 wieś należała i była siedzibą władz gromady Bełcząc, po jej zniesieniu w gromadzie Czemierniki. W latach 1975–1998 miejscowość administracyjnie należała do województwa bialskopodlaskiego.
Urodzeni w Bełczącu
- Marianna Bocian (1942–2003) – polska poetka
- Teresa Majchrzak (1941–2021) – polska działaczka opozycji antykomunistycznej, działaczka społeczna, katolicka i kombatancka